# ديردري مكاي
ديردري مكاي (بالإنجليزية: Deirdre McKay) هي ملحنة بريطانية، ولدت في 1972 في مقاطعة داون في المملكة المتحدة.

## روابط خارجية
- ديردري مكاي على موقع IMDb (الإنجليزية)
- ديردري مكاي على موقع ميوزك برينز (الإنجليزية)